# История Красной армии
История Рабоче-крестьянской Красной армии охватывает период с 1918 года — с учреждения Красной армии декретом Совета народных комиссаров РСФСР, и до 1946 года, когда сухопутные войска СССР были переименованы в Советскую армию. Красная армия формировалась в период революции и участия в Первой мировой войне на фоне распада Русской императорской армии.
На ранних порах новая Красная армия задумывалась как исключительно добровольческая, с выборными командирскими должностями, но в условиях Гражданской войны большевики перешли к введению воинской повинности и масштабным мобилизациям. Она в большой степени опиралась на легко вооружённые, но крайне мобильные кавалерийские части, включая создание конных армий. Особенностью Красной армии времён Гражданской войны было использование на командных должностях мобилизованных «военспецов» — бывших офицеров царской армии — и параллельно с ними комиссаров. Красная армия добилась победы в войне с силами Белого движения, но советско-польская война 1920-1921 годов, задуманная как начало похода против европейских стран Антанты, окончилась для неё поражением. К концу Гражданской войны численность Красной армии достигала 5,5 миллионов человек. 
В ходе военной реформы 1925 года Красная армия была значительно сокращена и реорганизована по смешанному принципу с сочетанием подготовки кадровых военных в учебных заведениях и обязательной двухлетней службы по призыву. В межвоенный период Красная армия прошла масштабное перевооружение с внедрением механизации, танков и авиации, ранее многочисленная кавалерия отошла на второй план. В 1937-1938 годах армия подверглась репрессиям — её командование было обвинено в заговорах против правительства. Армия участвовала в нескольких конфликтах, самым масштабным из которых были Хасанские бои с Японией. В начале Второй мировой войны Красная армия использовалась для уже более крупных войн в Европе, как новый польский поход Красной армии в 1939 году и советско-финляндская война. С началом Великой Отечественной войны 22 июня 1941 года Красная армия противостояла вторжению нацистской Германии и её союзников — ей после многих сражений удалось переломить ход войны и добиться окончательной победы. За время Второй мировой войны в Красной армии служило свыше 34 миллионов человек, из них погибло более 6 миллионов. К концу войны Красная армия насчитывала свыше 11 миллионов военнослужащих. После демобилизации и отхода от порядков военного времени она продолжила своё существование как Советская армия.

## Создание Красной армии

### Предпосылки создания

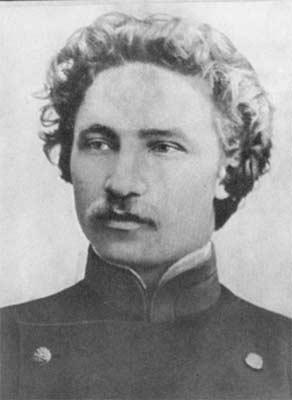
Председатель Высшей военной инспекции Подвойский Н. И.

К моменту Октябрьской революции Русская императорская армия находилась в состоянии распада. Хотя её численность была огромна, она уже понесла большие потери убитыми и пленными и представляла собой массу мобилизованных, плохо мотивированную и безразличную к войне. Если до 1917 года в ней ещё сохранялось единоначалие и дисциплина, после Февральской революции на фоне революционной пропаганды и попыток перестроить армию на демократических началах порядок был утрачен — солдаты не подчинялись командирам, отказывались удерживать позиции. Дезертирство, грабежи, пьянство и убийства стали обыденными явлениями. В марте 1918 года Ленин в связи с Брестским миром писал о судьбе старой армии: «Армии нет, удержать её невозможно. Лучшее, что можно сделать, – это как можно скорее демобилизовать её». Весной 1917 года большевики сформировали собственную Красную гвардию — вооружённые отряды «рабочей милиции», выступавшие как силы охраны правопорядка взамен разогнанной царской полиции, но также созданные с расчётом на предстоящее вооружённое восстание. Отряды Красной гвардии не имели единого командования и были плохо вооружены — они не представляли собой регулярную кадровую армию. Во время собственно Октябрьского переворота большевики опирались, помимо Красной гвардии, на революционных солдат Петроградского гарнизона и матросов Балтийского флота. После революции большевикам удалось занять Ставку Верховного главнокомандующего в Могилёве и установить сотрудничество с офицерами Генерального штаба. Военный комиссар Николай Подвойский в ноябре 1917 года запрашивал мнение Генштаба о целесообразности сохранения элементов старой армии и создания на их основе новых вооружённых сил. Штаб предлагал использовать для этой цели здоровые армейские подразделения, сократив армию до её довоенной численности. 
У большевиков не было чёткого представления о том, как должны выглядеть новые вооружённые силы. Они считали профессиональную армию питательной средой контрреволюции и предпочитали ей концепцию народной милиции. Ленин в «Государстве и революции» рассуждал о замене постоянной армии, связанной «тысячами нитей» с буржуазным государством, «вооружёнными рабочими массами, переходящими к поголовному участию народа в милиции». Член Коллегии Наркомвоена М. С. Кедров предлагал срочно формировать в качестве основы будущей армии «Социалистическую гвардию» из рабочих промышленных районов, новый Главковерх Николай Крыленко — создать несколько корпусов «Народной гвардии» из революционных солдат-добровольцев в ближнем тылу действующей армии и по мере формирования передавать им участки фронта.  
По итогам расширенного совещания Коллегии Наркомвоена с участием руководства Генерального штаба и руководства РКП(б) во главе с Лениным 22 декабря 1917 года, на следующий день Крыленко разослал командующим фронтами проект директивы о создании «Народной социалистической гвардии», строящейся на принципах добровольчества, а 25 декабря подписал приказ № 1007 о создании «Народной социалистической гвардии». Её создание виделось как «перекристаллизация элементов и перерождение в самой среде армейской массы» путём: формирования добровольческих частей в тылу действующей армии; вкрапливание формируемых добровольческих частей в ряды действующей армии; формирование добровольческих частей в рядах самой действующей армии. Таким образом, старая армия должна была разделиться на «Народную социалистическую гвардию» и «регулярную армию» (последняя подлежала затем демобилизации). 29 декабря в газете «Армия и Флот рабочей и крестьянской России» был опубликован призыв Верховного Главнокомандующего к трудящимся Советской Республики вступать в ряды революционной «Народной социалистической гвардии». 

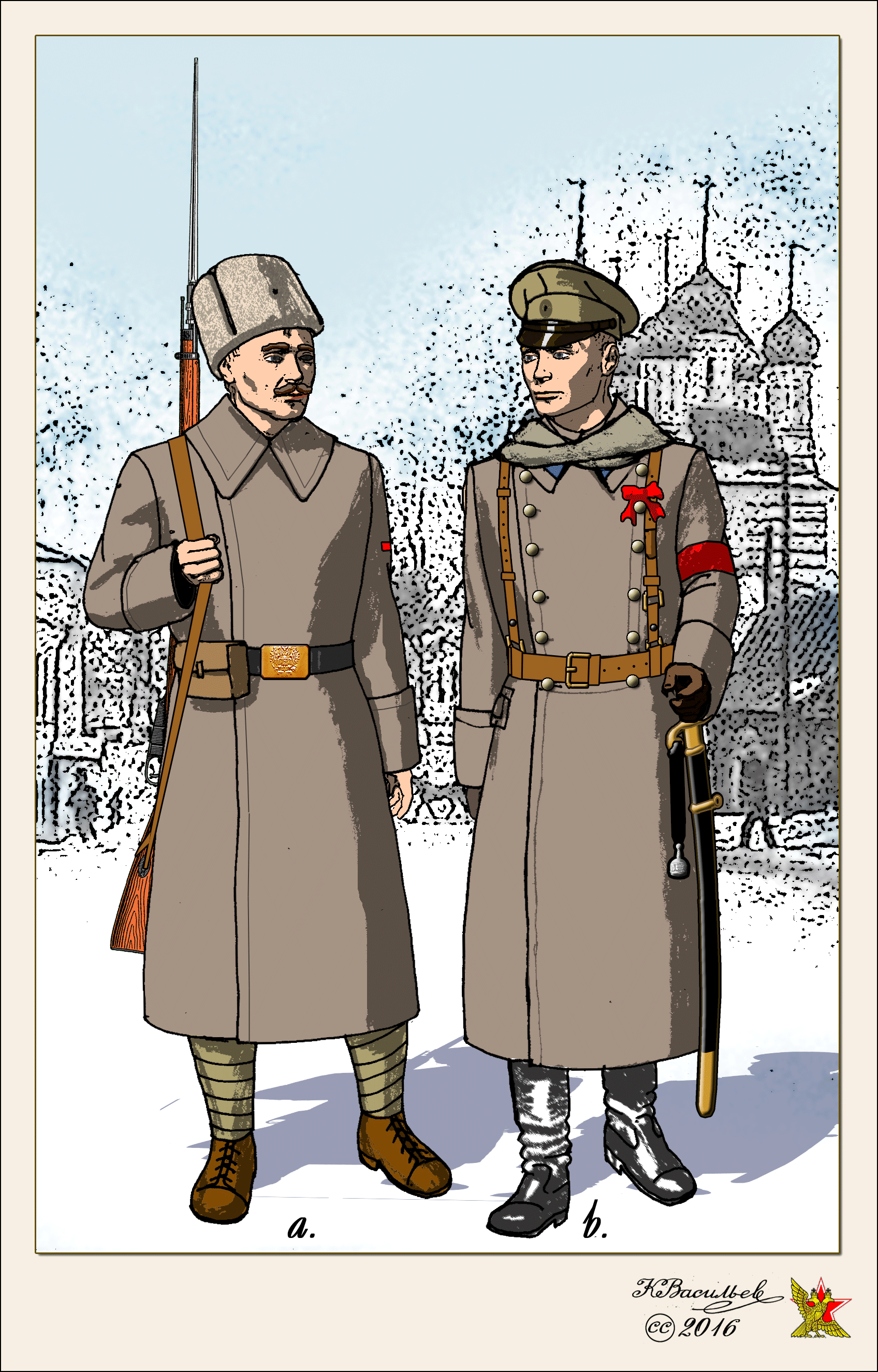
Реконструкция формы одежды 1-го Костромского военно-революционного отряда: a. Командир отделения. b. Сотрудник штаба отряда

Но в той обстановке, когда Гражданская война на окраинах страны стала уже реальностью, большевики осознали недостаточность этих сил, их слабую военную подготовку и отсутствие централизованного управления, что вызвало необходимость сформирования соответствующей вооружённой силы: «Новая социалистическая армия не должна вести войну на внешнем фронте против неприятельской армии… она будет стоять на страже советской власти, как основа её существования, и, вместе с тем, главнейшая задача армии будет заключаться ещё в том, чтобы раздавить буржуазию». Как указывал Н. Е. Какурин в своей работе «Стратегический очерк Гражданской войны» (1926), новая армия «не могла использовать полностью ни старого военного аппарата в силу его малой приспособленности к новым условиям, ни старой армии в силу её разложения и последовавшей демобилизации; лишь отдельные отряды последней приняли некоторое участие в операциях начального периода войны. Поэтому творчество вооружённых сил революции должно было охватить собою не только создание живой вооружённой силы, но и аппарата её управления».
14-15 января 1918 года наркомвоен Н. И. Подвойский на III Всероссийском съезде Советов рабочих, солдатских и крестьянских депутатов доложил, что старая армия практически полностью развалилась от дезертирства, что в «Народную социалистическую гвардию» за первые полмесяца записалось всего несколько десятков тысяч человек и предложил полностью заново формировать Красную армию (именно тогда впервые им было предложено это наименование) в тылу. 15 (28) января 1918 года по его предложению Совет народных комиссаров РСФСР принял декреты об организации РККА и о создании Всероссийской коллегии по организации и управлению РККА, 29 января (11 февраля) — об организации РККФ. Начало германской интервенции и целого ряда очагов вооруженной борьбы в стране резко ускорило процесс создания Красной армии. 

### Добровольческая Красная армия
18 (31) января 1918 был сформирован Первый корпус РККА, основой которого послужил отряд особого назначения (3 роты по 200 чел.), состоявший из петроградских рабочих и революционно настроенных солдат. За первые 2 недели формирования численность корпуса была доведена до 15 тыс. чел., из которых было подготовлено и отправлено на фронт под Псков, Нарву, в Витебск, Оршу и другие районы не менее 10 тыс. чел.
В соответствии с тезисом Маркса о замене армии всеобщим вооружением народа, был основан Всевобуч — система всеобщего военного обучения трудящихся. Решение о её создании было принято в марте 1918 года VII съездом РКП(б) и IV Чрезвычайным съездом Советов, а юридическим оформлением стал Декрет ВЦИК от 22 апреля 1918 года «Об обязательном обучении военному искусству».
В первые месяцы своего существования Красная армия задумывалась без чинов и знаков отличия, со свободными выборами командиров. Однако уже 29 мая 1918 была объявлена обязательная военная служба для мужчин в возрасте от 18 до 40 лет. Для проведения массового набора в войска, большевики организовали военные комиссариаты (военкоматы), которые продолжают существовать и сейчас, сохраняя прежние функции и прежнее название. Не следует путать военные комиссариаты с институтом политических комиссаров в войсках.
Формированием первых отрядов Красной Армии занимались местные советы и ревкомы, которым была предоставлена широкая самостоятельность в этой сфере. Результатом их деятельности стало создание разнотипных войсковых соединений, которые, перемешавшись с остатками распавшейся старой армии, образовали «завесы», обеспечившие формирование первых регулярных частей Красной Армии.
Вот что в марте 1919 года говорил об этом «партизанском периоде» в истории Красной армии делегат VIII съезде РКП(б) Сокольников:

Лучшие элементы выбивались, умирали, попадали в плен, и таким образом создавался отбор худших элементов. К этим худшим элементам присоединились и те, которые шли в добровольческую армию не для того, чтобы бороться и погибать, а шли потому, что они остались без занятия, потому, что были выброшены на улицу в результате катастрофической ломки всего общественного уклада. Наконец, шли туда просто полугнилые остатки старой армии … В конце концов получилась система независимых маленьких отрядов, которые группировались вокруг отдельных предводителей. Эти отряды в конце концов ставили своей задачей не столько борьбу и защиту Советской власти и завоеваний революции, сколько бандитство, мародёрство. Они превратились в партизанские отряды, которые были опорой авантюризма. Вы помните историю Муравьёва, и можно было бы перечислить много кандидатов на муравьёвскую эпопею из среды как раз вот этих авантюристических элементов, которые выдвинулись в партизанской войне и которые ставили своей задачей отнюдь не борьбу под руководством Советской власти, а склонялись либо в сторону наглого бандитизма и мародерства, либо в сторону бонапартизма.
Боевые качества добровольческой Красной армии были низкими, поскольку формировалась она из совершенно разнородных элементов — частей старой армии, отрядов красногвардейцев и матросов, крестьянских ополчений — и в ней царила худшего вида партизанщина (выборность командиров, коллективное командование и митинговое управление). Тем не менее первым частям Красной армии за счёт поддержки населения, подавляющего численного превосходства и хорошего снабжения боеприпасами со складов старой армии удалось подавить первые очаги антибольшевистского сопротивления и, в частности, установить Советскую власть на Дону и Кубани и удержать Екатеринодар, который пыталась захватить Добровольческая армия.
4 марта 1918 года для организации борьбы на внешнем фронте против наступающих германских войск и общего руководства организацией Красной армии был создан Высший военный совет. Он первым делом упорядочил организацию «завес», ввёл штатную организацию существовавших отрядов и приступил к реформе местного военного управления — созданию окружных, губернских и др. военных комиссариатов.
22 апреля 1918 года декретом ВЦИК «О порядке замещения должностей в Рабоче-крестьянской Красной армии» выборность командного состава была отменёна. Командиры отдельных частей, бригад, дивизий стали назначаться Наркоматом по военным делам, а командиры батальонов, рот и взводов — рекомендоваться на должности местными военкоматами.
Характерной особенностью создаваемой Красной армии стала невозможность обеспечить комплектование командным составом исключительно по классовому признаку, что потребовало привлечения в её ряды офицеров старой армии — «военспецов». Эта масса была не однородна в политическом и идеологическом отношении. Для осуществления политического контроля в Красной армии в марте-апреле 1918 года был учреждён институт военных комиссаров. Комиссары были призваны контролировать не только деятельность военспецов, но также проводить политику партии в войсках: обеспечивать классовое сплочение, просвещать и воспитывать личный состав в коммунистическом духе и пр. Так в систему организации РККА был введён принцип двуначалия. Права командиров частей были ограничены — в «Положении о военных комиссариатах и комиссарах», принятом на I съезде комиссаров в июне 1918 года, указывалось: «при боевых действиях в Гражданской войне военный комиссар командует войсками единолично». Вместе с тем в том же Положении записано, что «формирование, управление и командование высшими войсковыми соединениями не меньше дивизии принадлежит Военному совету в составе трех лиц: двух военных комиссаров и одного военного руководителя».
8 мая 1918 года был создан Всероссийский главный штаб (Всероглавштаб), заменивший Всероссийскую коллегию по формированию Красной армии. На Всероглавштаб возлагались учёт военнообязанных, организация военного обучения трудящихся, формирование и устройство частей Красной армии, разработка мероприятий по обороне Республики, для чего в составе Всероглавштаба имелись соответствующие управления. Всероглавштаб вначале подчинялся коллегии Наркомвоена, а с 6 сентября 1918 года — Реввоенсовету Республики.
Основателем Красной армии часто называют Л. Троцкого, народного комиссара военных и военно-морских дел в 1918—1924 гг. Ему удалось создать дисциплинированную военную силу из разношёрстных добровольцев раннего периода. Троцкий провёл решение о мобилизации в РККА бывших царских офицеров, преодолев сопротивление по этому вопросу фракции «левых коммунистов» во главе с Бухариным.
Большевики образовали специальную комиссию во главе со Львом Глезаровым и за период вплоть до середины августа 1920 года призвали в РККА 48 тысяч бывших царских офицеров, 10 300 человек административного персонала и 214 тысяч бывших унтер-офицеров, получивших должности «военных специалистов». На такие должности были также привлечёны ряд бывших царских генералов.

### Переход к всеобщей воинской повинности
Попытки сформировать РККА исключительно на добровольческих началах под лозунгом «Социалистическое Отечество в опасности!» не обеспечили создания массовой регулярной армии, формирование которой двигалось медленно и неравномерно. Отсутствие твёрдых организационных рамок и военной подготовки добровольческих частей негативно сказывались на их дисциплине и боеспособности; под видом добровольцев в Красную Армию вступало значительное количество деклассированного элемента, рассматривавшего войну как источник личной выгоды. Ричард Пайпс указывает, что на первых порах львиную долю добровольцев составляли безработные, привлечённые возможностью получить паёк. К концу апреля 1918 года численность армии удалось довести лишь до 196 тысяч чел., после чего поток добровольцев начал снижаться.
Ричард Пайпс считает, что вплоть до лета 1918 года Красная армия фактически оставалась лишь на бумаге. Толчком, подстегнувшим большевиков к активным действиям, стало восстание Чехословацкого корпуса, вспыхнувшее в мае 1918 года. Численность Чехословацкого корпуса доходила до 40 тысяч чел.; для России, ещё недавно располагавшей многомиллионной армией, такие силы были относительно небольшими, однако на тот момент чехословаки оказались чуть ли единственными боеготовыми частями в стране.
Декретом ВЦИК «О принудительном наборе в Рабоче-крестьянскую Красную армию» от 29 мая 1918 года была объявлена всеобщая мобилизация рабочих и беднейших крестьян в 51 уезде Приволжского, Уральского и Западно-Сибирского военных округов, а также рабочих Петрограда и Москвы. Одной из особенностей режима «военного коммунизма» являлись регулярные партийные мобилизации, главным образом — мобилизации коммунистов на фронт. К концу Гражданской войны около половины всех членов партии находились в армии. Первая партийная мобилизация прошла уже в июле 1918 года. Более 2 тысяч коммунистов были направлены на Восточный фронт в качестве комиссаров и политработников.
В ведение Наркомата по военным делам были переданы также военные формирования других ведомств (войска ВЧК, продармия, погранохрана и др.).
26 июня 1918 года наркомвоен Троцкий направил в Совнарком представление об установлении всеобщей воинской повинности трудящихся и о привлечении соответствующих возрастов буржуазных классов в тыловое ополчение. Декретом от 29 июля 1918 года всё военнообязанное население страны в возрасте от 18 до 40 лет было взято на учёт и установлена военно-конская повинность. Введение обязательной военной службы позволило быстро увеличить численность вооружённых сил. По данным на 15 сентября 1918 года, в Красной армии числилось уже свыше 450 тысяч человек, не считая тыловых войск и вспомогательных войск, составлявших около 95 тысяч.
Троцкий взял курс на строительство армии на традиционных принципах: единоначалие, восстановление смертной казни, мобилизации, восстановление знаков различия, единой формы одежды и даже военных парадов. Первый парад РККА состоялся 1 мая 1918 года в Москве, на Ходынском поле. По мнению исследователя Ричарда Пайпса, этот парад был ещё не очень удачен; однако на параде Всевобуча, прошедшем 25 мая 1919 года на Красной площади, уже были продемонстрированы «чудеса выучки».

## Красная армия в Гражданской войне
6 сентября 1918 года одновременно с объявлением страны военным лагерем вместо Высшего военного совета был образован Революционный военный совет Республики — высший коллегиальный орган военной власти в стране, который осуществлял руководство действующей армией через главнокомандующего ВС Республики. РВСР возглавил Троцкий. Его непосредственным подчинённым стал бывший царский полковник, латыш Иоаким Вацетис, получивший должность первого советского главнокомандующего. Главкому подчинялся орган оперативного руководства вооружёнными силами — штаб (с 8 ноября 1918 года — Полевой штаб) РВС Республики. 5 сентября 1918 года были образованы Восточный, Южный и Северный фронты с их штабами.
Для мобилизации всех ресурсов страны на военные нужды 30 ноября 1918 года был образован Совет рабочей и крестьянской обороны, объединивший работу всех ведомств в продовольственной, транспортной и военно-промышленной сфере (с апреля 1920 года — Совет труда и обороны РСФСР).
Летом и осенью 1918 года соединения и части действующей армии стали сводиться в армейские и фронтовые объединения. Через год в РККА имелось уже семь фронтов, каждый из которых насчитывал по 2-5 армий. В течение 1919 и 1920 гг. численность Красной армии непрерывно возрастала. К концу 1919 года она насчитывала 3 млн чел., достигнув цифры 5,5 млн чел. к осени 1920 года.
В декабре 1918 года Совнарком РСФСР принял постановление «О Главнокомандующем всеми вооружёнными силами Республики», которым Главнокомандующему была предоставлена «полная самостоятельность во всех вопросах стратегически-оперативного характера, а также право назначения, перемещения и отставления от занимаемых должностей командного состава войск и военных управлений и учреждений Республики, входящих в состав действующей армии». Тогда же схожие права были предоставлены командующим армиями фронта, а позднее — и начальникам дивизий.
Важным шагом стала борьба с «военным анархизмом» первых месяцев существования РККА. В армии была введена обязательность исполнения приказов командиров, были восстановлены расстрелы за дезертирство. К концу 1918 года власть войсковых комитетов в армии была сведёна на нет. То же относилось и к партийным ячейкам в частях. Постановлением от 25 октября 1918 года ЦК РКП(б) запретил им вмешиваться в служебную деятельность командиров.
Нарком Троцкий лично наглядно продемонстрировал методы восстановления военной дисциплины, 10 августа 1918 года лично прибыв в Свияжск для участия в боях за Казань. Когда 2-й Петроградский полк самовольно бежал с поля боя, Троцкий применил в отношении дезертиров древнеримский ритуал децимации (казнь каждого десятого по жребию). 31 августа Троцкий расстрелял 20 человек из числа самовольно отступивших частей 5-й армии, причём вместе с дезертирами были расстреляны также и выявленные симулянты. Летом 1918 года в Красной армии в целях борьбы с самовольными отступлениями были впервые применёны заградотряды. Как пишет Ричард Пайпс, лейтенант запаса по специальности военная разведка и допрос военнопленных,

Драконовские меры (в Красной армии) превосходили по жестокости всё, что было когда-либо известно в царской армии времён крепостничества. Ничего подобного не практиковалось и у белых в армии: солдат, дезертировавших из Красной армии и оказавшихся у белых в плену, поражало там отсутствие дисциплины.

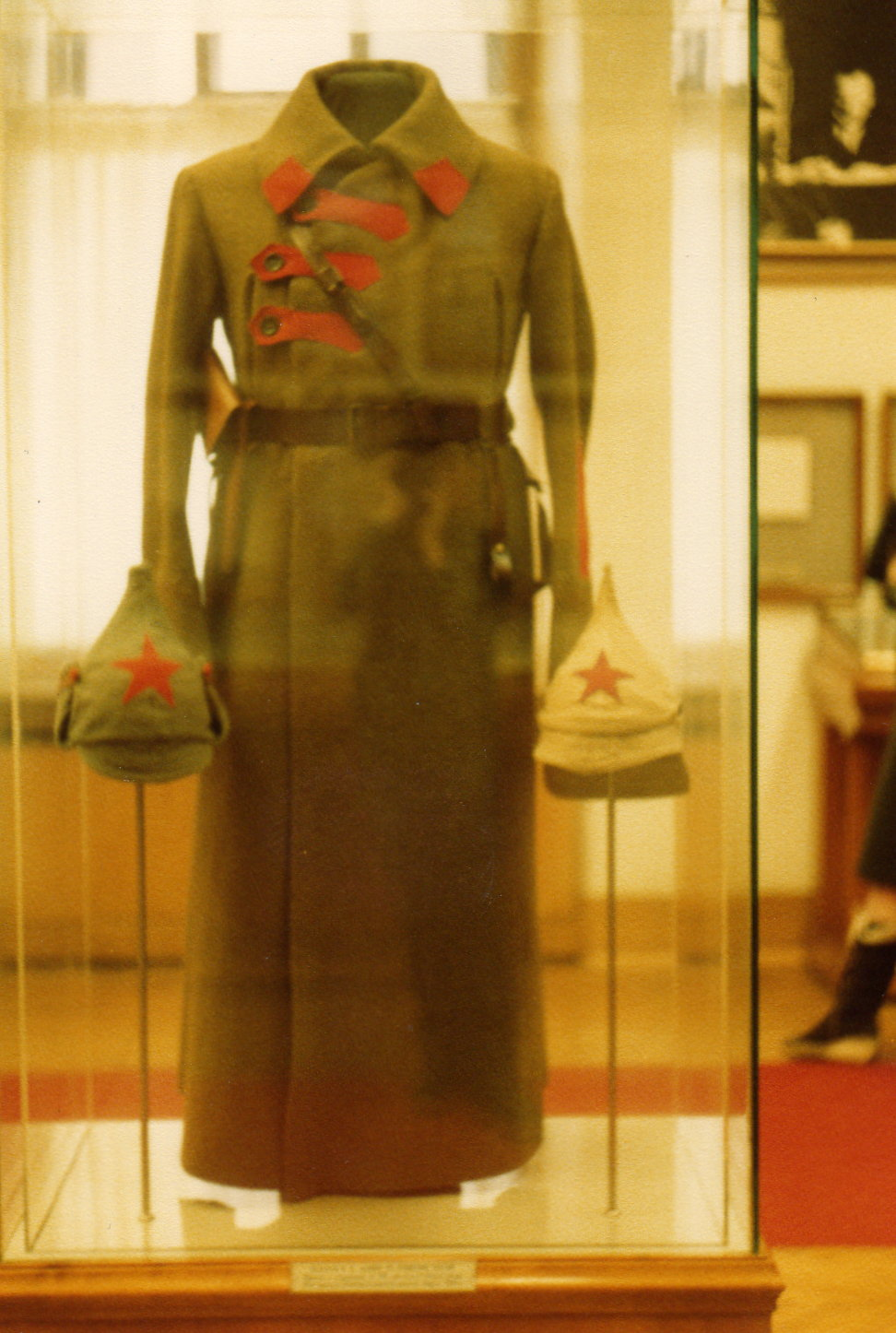

В конце декабря 1918 года для борьбы с дезертирством Советом рабочей и крестьянской обороны была учреждена Центральная временная комиссия в составе представителей Всероссийского главного штаба, Всероссийского бюро военных комиссаров и Народного комиссариата внутренних дел. В принятых Советом постановлениях «О дезертирстве», «О мерах борьбы с дезертирством» и «О мерах к искоренению дезертирства» оно приравнивалось к предательству и квалифицировалось как одно из самых тяжких и позорных преступлений.
Другой особенностью РККА стала её политизация сверху донизу. Важное место в армии с самого момента её основания занимала непрерывная политическая агитация, для ведения которой была организована мощная машина ПУР. Кроме того, при строительстве армии коммунисты активно применяли классовый подход; своей основной социальной базой они традиционно считали, в первую очередь, заводских рабочих. И наоборот, офицерство старой армии считалось «контрреволюционной» силой, для контроля над которой в армии была учреждена система комиссаров.
Так как большинство населения России того времени составляли крестьяне, переход к массовым мобилизациям летом 1918 года означал, что РККА по своему составу также станет преимущественно крестьянской. Неуверенность в лояльности крестьян большевизму вызвала определённые колебания коммунистов при переходе к призыву.
Тот же классовый подход вызвал новые сложности в строительстве такого рода войск, как кавалерия. В отличие от крестьян, использующих в своём хозяйстве лошадей, рабочие, как правило, с лошадьми были знакомы мало. Кроме того, районы, традиционно поставлявшие лошадей, как правило, оказались под контролем белогвардейцев и казаков.
На первых порах Троцкий был настроен по отношению к коннице негативно, считая её «аристократическим» видом войск. Не последнее место в его соображениях играл тот факт, что в 1917 году кавалерийские части старой армии оставались одними из наименее разложенных и подвергались большевизации, зачастую, с трудом. Однако Троцкий был вынужден изменить свою точку зрения под влиянием успеха рейда Мамонтова в середине 1919 года. Всё ещё в соответствии с классовым подходом, Троцкий выдвинул 20 сентября 1919 года лозунг «Пролетарий, на коня!», а в ноябре санкционировал создание Первой конной армии Будённого.

Нарукавные знаки различия РККА (с 16 января 1919 года).

Постепенный переход к строительству армии на традиционных началах вызвал также и изменения во внешнем виде красноармейцев. В январе 1919 года Реввоенсовет утвердил нарукавные знаки различия для комсостава, приказом от 16 января 1919 года введён головной убор, известный как «будёновка».
Вплоть до 1919 года, в РККА отсутствовала единая форма одежды; бойцы могли донашивать обмундирование старой армии, вместо сапог могли использоваться лапти. В январе — апреле 1919 года постепенно вводится единая форма одежды. Внешний вид красноармейцев постепенно принял характерный облик: цветные (например, малиновые) клапаны на гимнастёрках и шинелях, будёновки, нашитая красная звезда.
Принятый Троцким курс на строительство массовой регулярной армии на основе жёсткого единоначалия и массового привлечения офицеров вызвал появление множества недовольных. Согласно распространённому тогда среди социалистов мнению, офицерство само по себе является «контрреволюционной» силой. Недоверие к «военспецам» усугублялось тем, что многие из них, действительно, бежали к белогвардейцам или поднимали мятежи. Одним из наиболее вопиющих случаев стал мятеж бывшего подполковника старой армии, командующего Восточным фронтом левого эсера Муравьёва М. А., и восстание форта «Красная Горка». Помимо этого, недовольство ряда большевиков вызывало также восстановление таких элементов старой армии, как знаки различия и воинские приветствия, что многие воспринимали как отход от декларированного принципа «всеобщего равенства». Критике подвергся даже восстановленный Троцким армейский устав, который оппозиционеры обвинили в чрезмерной «мелочной регламентировке», вплоть до «запрета красноармейцам удить рыбу».
К концу 1918 года выразителем подобных взглядов стала постепенно оформившаяся военная оппозиция. На VIII съезде РКП(б) в марте 1919 года Троцкому пришлось выдержать упорную борьбу с оппозиционерами. Против оппозиционеров выступил лично Ленин, поддержавший необходимость формирования регулярной армии.
На основании Декрета Всероссийского ЦИК от 1 июня 1919 года «Об объединении советских республик России, Украины, Латвии, Литвы, Белоруссии для борьбы с мировым империализмом», в состав регулярной объединённой Рабоче-крестьянской Красной армии в июне-августе 1919 года вошли войска 188-тысячной Украинской советской армии.

### Начало Гражданской войны

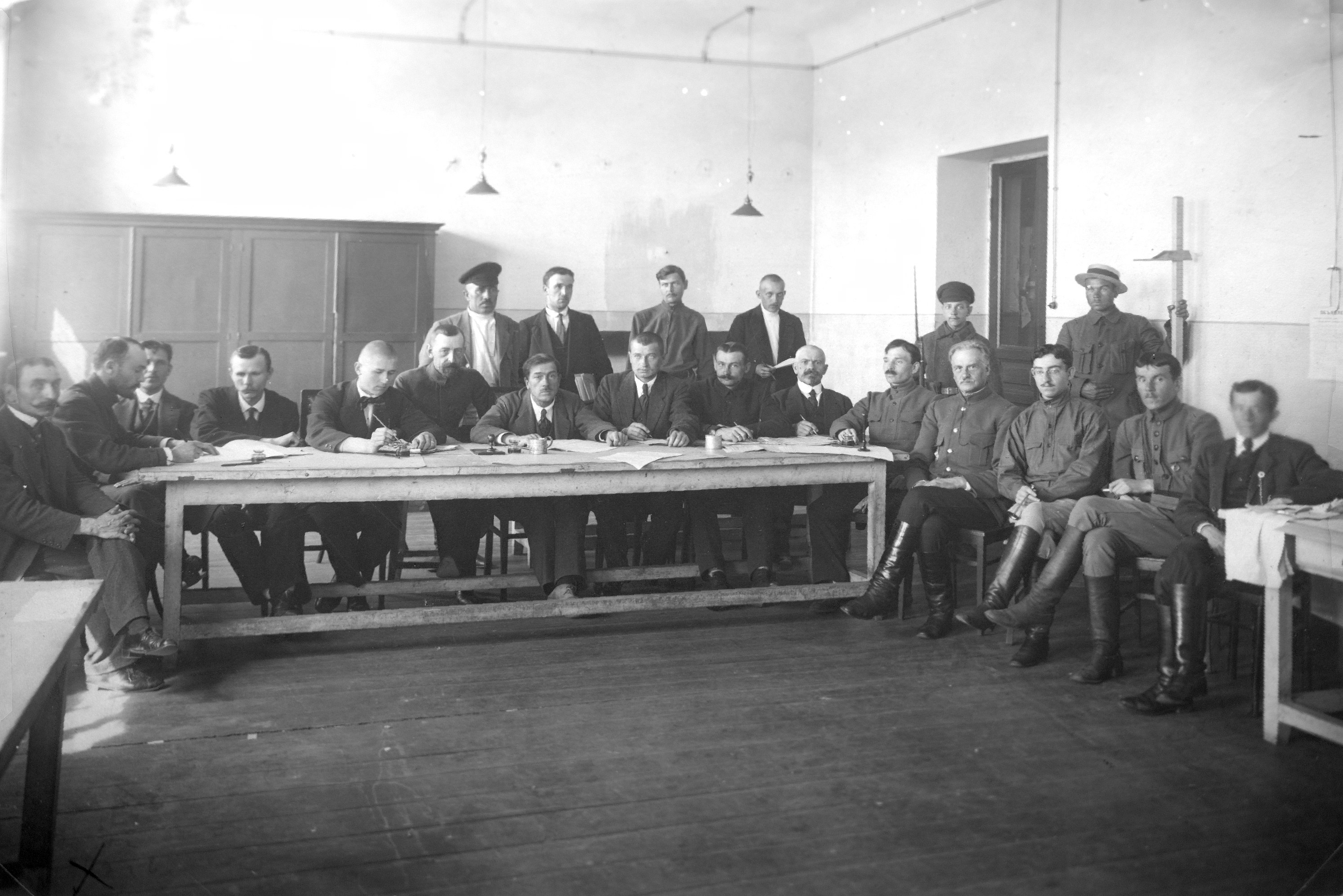
Комиссия по призыву рабочих и крестьян в Красную армию (1918)

Завязка гражданской войны возникла на фоне тех местных столкновений движущих сил революции и контрреволюции, которые явились следствием октябрьского переворота в обеих столицах и почти во всех промышленных центрах. Территориальное размежевание сил обеих сторон, а вместе с тем и линии фронтов возникли гораздо позднее, пока же весь театр военных действий представлял лишь ряд отдельных очагов борьбы, разъединенных в пространстве.
Сквозные железнодорожные магистрали явились связующими нитями между этими очагами и теми направляющими руслами, по которым устремилась первая волна революционных сил из победоносных центров на помощь боровшимся за торжество революции окраинам. Ограниченное количество организованных вооруженных сил и их неприспособленность для полевых действий, в свою очередь, также влияли на их привязанность к железным дорогам. Отсюда возникло название этого периода гражданской войны — «эшелонным». Роль стратегии в период эшелонной войны по существу должна была свестись и свелась к оказанию содействия стихийным выявлениям масс и к направлению их движений в желательные для неё русла. На большее рассчитывать было трудно, так как самые массы еще не были организованы в военном отношении и поэтому не могли быть восприимчивы к военному руководству, проводимому до самых низов.
Основная задача красной стратегии периода эшелонной войны заключалась в расширении и закреплении завоеваний революции в пространстве.
В конфликтах между казаками и «иногородними» в традиционных казачьих землях большевики встали на сторону иногородних. Борьба за власть на Дону привела к избранию атаманом донских казаков царского генерала А. М. Каледина; на Дону началось формирование группой высших офицеров (генералы М. В. Алексеев, Л. Г. Корнилов, А. И. Деникин, С. Л. Марков)  Добровольческой армии. Подписание большевиками сепаратного мира с Германией привело к резкому расширению германской оккупации (к лету 1918 года германские и австро-венгерские вооружённые силы заняли Эстонию, Латвию, Литву, ряд уездов Псковской и Петроградской губерний, бо́льшую часть Белоруссии, Украину, Крым, Донскую область, частично Таманский полуостров, Воронежскую и Курскую губернии).
В марте 1918 года английские войска оккупируют Архангельск, в июле — Мурманск, 5 апреля японские войска оккупируют Владивосток. Под прикрытием войск Антанты на севере формируется белогвардейское правительство, приступившее к формированию «славяно-британского легиона» и «Мурманской добровольческой армии» в 4 500 человек, главным образом бывших царских офицеров.
В советский период началом гражданской войны было принято считать мятеж Чехословацкого корпуса, вспыхнувший в мае 1918 года. Чехословацкий корпус — добровольческое воинское соединение, сформированное в составе Российской армии осенью 1917 года, в основном из пленных чехов и словаков — бывших военнослужащих австро-венгерской армии, выразивших желание участвовать в войне против Германии и Австро-Венгрии. Революция в Петрограде сорвала эти планы. Командованию корпуса удалось достигнуть договорённости с большевиками об отправке во Францию через Владивосток. Немцы потребовали от правительства Ленина разоружить чехословаков. Приказ Троцкого о разоружении вызвал восстание. На момент восстания корпус сильно растянулся по железной дороге. На этом этапе корпус представлял собой фактически единственную боеспособную военную силу в стране: царская армия распалась, а РККА и белые армии ещё находились в стадии формирования. Столкновения чехословацкого командования с большевистскими агитаторами стали одной из причин одновременного мятежа на всём пути следования корпуса. В Самаре чехословаки свергли большевиков и поддержали формирование эсеро-меньшевистского Комуча (комитета членов Учредительного собрания). Это событие привело к падению советской власти на обширных территориях. В Сибири образовалось слабое правительство Уфимской директории. После возвращения в Россию адмирала А. В. Колчака, 18 ноября 1918 года произошли события, приведшие его к власти.
По мнению ряда историков, к моменту начала чехословацкого мятежа уже успел завершиться первый вооружённый этап Белого сопротивления — борьбы на Юге России — Первый Кубанский поход молодой Добровольческой армии (9 (22) февраля — 13 мая 1918 г.)

### Ход войны

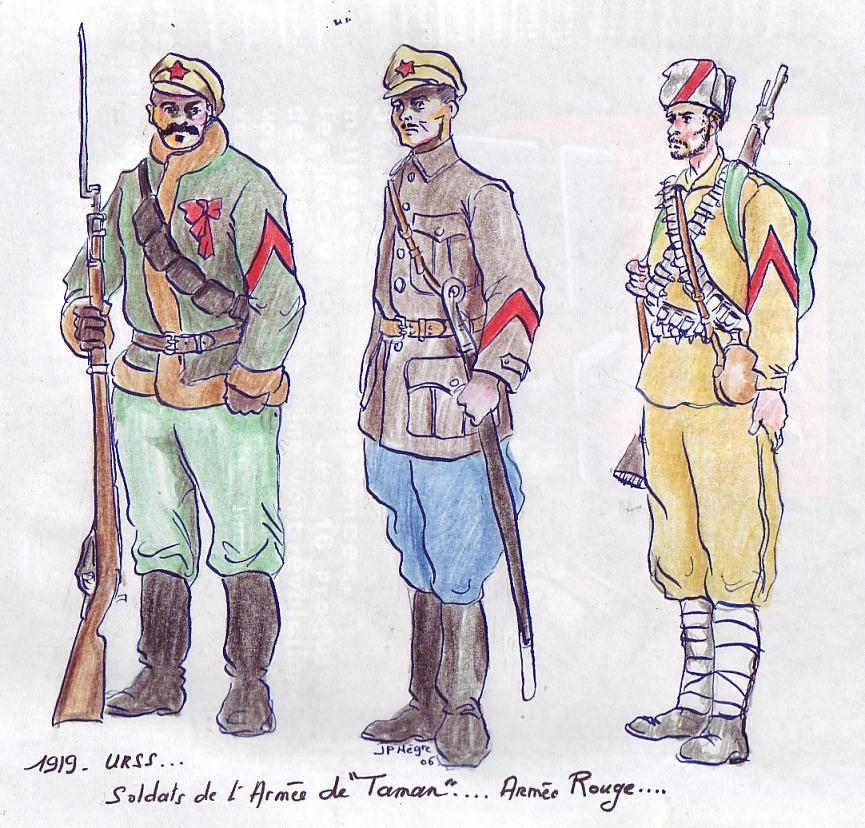
Форма одежды бойцов и командиров Таманской армии, РККА времён Гражданской войны, 1919 год

Следующим этапом гражданской войны в России стал «белый потоп»; были сформированы три основные белые армии — Добровольческая армия на Дону (первый командующий — генерал Л. Г. Корнилов, после его гибели 13 апреля 1918 года — генерал А. И. Деникин), в Сибири — армия А. В. Колчака (провозглашённого Верховным правителем России со столицей в Омске), на северо-западе — армия генерала Н. Н. Юденича. Уже в сентябре 1918 года правительство Комуча рухнуло под ударами с двух сторон — белых и красных. Войска Колчака дошли до Урала, а Деникина — до Киева, 13 октября 1919 года заняли Орёл. Войска Юденича в сентябре 1919 года непосредственно угрожали Петрограду.
Весной 1919 года на пехотные командирские курсы была зачислена Анна Новикова (после окончания которых она стала первой женщиной - командиром в РККА).
1 июня 1919 года ВЦИК РСФСР принял декрет «Об объединении Советских Социалистических Республик: России, Украины, Латвии, Литвы, Белоруссии для борьбы с мировым империализмом». Он предусматривал создание единой военной организации и единого военного командования. 2-я Украинская армия была переименована в 14-ю и подчинена Реввоенсовету Южного фронта. Из 1-й и 3-й украинских армий была сформирована 12-я армия, подчиненная Реввоенсовету Западного фронта. Армия Советской Латвии была переименована в 15-ю, а Белорусско-Литовская — в 16-ю армию. Все армии стали однотипными и через реввоенсоветы фронтов были подчинены Реввоенсовету РСФСР.
Мощное наступление белых армий было остановлено РККА в конце 1919 года. 1920 год стал временем «красного потопа»: наступление красноармейцев на всех фронтах было поддержано сформированной Первой конной армией С. М. Будённого. Генерал Юденич с лозунгом «Единой и неделимой России» не получил поддержки от Финляндии и Эстонии, его войска в конце 1919 года были вынуждены отступить на территорию Эстонии, где впоследствии были интернированы. В январе 1920 года адмирал Колчак был арестован в Иркутске властями меньшевистско-эсеровского Политцентра, передан ими большевикам, и 7 февраля 1920 года расстрелян. Добровольческая армия генерала Деникина испытывала трения с казаками, на Украине ей также приходилось воевать, кроме РККА, также с петлюровцами, и войсками Махно. 10 января 1920 года РККА заняла Ростов-на-Дону, в 1920 году началось массовое отступление Добровольческой армии на юг; 8 февраля 1920 года Красная армия заняла Одессу, 27 марта — Новороссийск.
После отхода войск Антанты из Северной области (сентябрь 1919 года — эвакуация интервентов из Архангельска, февраль 1920 года — из Мурманска) начался распад местного белогвардейского правительства. 20 февраля 1920 года Временное правительство Северной области и его армия бежали в Финляндию и Норвегию, 21 февраля 1920 года в Северную область вступила РККА.
В 1919—1921 гг. РККА также участвовала в советско-польской войне. Подписав Брест-Литовский мирный договор, Россия де-юре признала независимость Польши, де-факто независимой с начала немецкой оккупации лета 1915 года (Германия оккупировала Польшу, Литву, часть Белоруссии западнее линии Двинск-Свенцяны-Пинск, Моонзундские острова, часть Латвии, включая Ригу и Рижский уезд, часть Украины). После прихода к власти Пилсудского Польша начала вынашивать планы восстановления великой Речи Посполитой «от моря до моря». 6 мая 1920 года польские войска заняли Киев, но к середине июля 1920 года были отброшены к границам Польши. Попытка Красной армии наступать и далее закончилась для неё катастрофой; вместо ожидаемого большевиками восстания польского пролетариата местное население восприняло красноармейцев как русских оккупантов. В марте 1921 года был подписан мирный договор, передавший Польше Западную Белоруссию и Западную Украину.
28 октября 1920 года Красная армия форсировала Сиваш, и прорвала в Крыму оборону «белых» Вооружённых сил Юга России под командованием барона П. Н. Врангеля. 14—16 ноября 1920 года остатки белогвардейцев эвакуировались из Крыма.

### Окончание войны
В начале 1920 года большевики признали Дальневосточную Республику (ДВР), которая должна была служить буфером между ними, и японскими оккупантами. Основными силами региона, помимо большевиков, войск ДВР и японцев, были также забайкальские казаки атамана Семёнова. Под давлением большевиков, а также стран Антанты, опасавшихся усиления Японии, войска ДВР осенью 1920 года были выведены с Забайкалья.

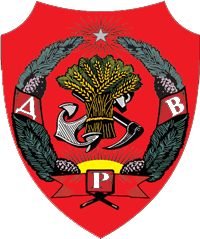
Герб Дальневосточной республики (ДВР).

ДВР быстро попала под полный контроль Советской России; большинство в Учредительном собрании ДВР заняли большевики, а Народно-революционная армия (НРА) ДВР рассматривалась РСФСР как часть Красной армии. Это обстоятельство привело к организации местными белогвардейцами переворота 26 мая 1921 года при поддержке японцев. Власть во Владивостоке перешла к братьям Меркуловым. В июне 1922 года власть захватил белый генерал М. К. Дитерихс, провозгласивший себя Земским воеводой, и сформировавший Земскую рать. Она была разгромлена войсками НРА под командованием В. К. Блюхера при поддержке партизан. 24 октября 1922 года НРА вступила во Владивосток. Остатки белых войск разгромлены на Дальнем Востоке к июлю 1923 года.
Период 1920—1921 гг. стал временем «зелёного потопа». Массовое недовольство крестьянского населения продразвёрсткой было подогрето демобилизацией из Красной армии. Отдельные восстания «зелёных» крестьянских повстанцев охватили всю страну; наиболее крупным из них стало восстание «Зелёной армии» А. С. Антонова на Тамбовщине. На подавление этих восстаний также были брошены части РККА. Восстания неоднократно перекидывались также и на части самой Красной армии, набранной в основном из крестьян. Так, 13 июня 1919 года, во время наступления Юденича, произошли мятежи на фортах Красная Горка и Серая Лошадь под Петроградом; 7—9 мая 1919 года на Украине бывший царский офицер Н. А. Григорьев, перешедший в феврале 1918 года от петлюровцев к большевикам, отказывается отправлять свою дивизию на Румынский фронт для поддержки Венгерской советской республики, и поднимает мятеж, опиравшийся, главным образом, на крестьян, недовольных продразвёрсткой.

### Итоги гражданской войны
Точку на «зелёном потопе» поставил т. н. Кронштадтский мятеж февраль — март 1921. К зиме 1920-21 года проводимая большевиками политика «военного коммунизма» привела к краху снабжения Петрограда, и вызвала в нём новый голод. Недовольство привело к восстанию Кронштадтской военно-морской базы под лозунгами «за Советы без коммунистов», отмены продразвёрстки, восстановления свободы торговли и др.
Восстание чуть не привело к расколу внутри РКП(б); положение осложнялось тем, что поддержка революционных кронштадтских матросов сильно способствовала приходу к власти самих большевиков в 1917 году. Тем не менее, восстание было объявлено белогвардейским мятежом, спровоцированным военными специалистами из бывших царских офицеров при поддержке иностранных разведок, и подавлено. Растущая ненадёжность Красной армии вынудила большевиков пойти на отмену «военного коммунизма», и ввести НЭП. Замена продразвёрстки более гуманным продналогом привело к резкому снижению поддержки крестьянами «зелёных» повстанцев.
Во время гражданской войны Рабоче-крестьянская Красная армия нанесла военное поражение ряду противостоящих ей армий, образовавшихся на руинах рухнувшей Российской империи:
- Белогвардейским армиям (войска Верховного правителя России адмирала А. В. Колчака, Добровольческая армия генерала А. И. Деникина, Северо-Западная армия генерала Н. Н. Юденича, Северная армия и менее значительные, в том числе Азиатская дивизия барона Унгерна);
- вооружённым формированиям казаков Дона (атаман А. М. Каледин, П. Н. Краснов), Оренбурга (атаман А. И. Дутов), Забайкалья (атаман Г. М. Семёнов) и др.;
- ряду крестьянских и национальных повстанческих армий — «зелёным» повстанцам А. С. Антонова, «чёрным» повстанцам-анархистам Н. И. Махно, украинским повстанцам Н. А. Григорьева, Ю. О. Тютюнника, Д. И. Терпило и пр.;
- армиям различных национальных правительств, в том числе войскам Украинской Народной Республики («петлюровцам»);
- войскам недолговечных эсеро-меньшевистских правительств (Народная армия Комуча, Ижевская народная армия).
- Имели место также боевые столкновения с рядом иностранных армий (с немцами, чехословаками и др.) и сокрушительное поражение Рабоче-крестьянской Красной армии в войне с поляками в 1920 году.

Наибольшей пестротой отличалась политическая картина на Украине, контроль над различными частями которой переходил из рук в руки белых войск генералов Деникина и Врангеля, повстанцев-анархистов Нестора Махно, марионеточного прогерманского правительства гетмана П. П. Скоропадского, войск местных националистов (Центральной Рады, правительства С. В. Петлюры, Западно-Украинской народной республики), различных советских республик, на начальном периоде недолговечных, повстанцев атамана Григорьева, польских войск (1920), германских и австрийских оккупантов (1918), французских и греческих интервентов (Одесса, 1919) и др.

## Межвоенный период

### Демобилизация и военная реформа 1925 года
К концу 1920 года численность РККА возросла до 5,5 млн чел. Это количество многократно превышало суммарную численность всех белых армий, вместе взятых. Так, деникинские Вооружённые силы Юга России на пике своей численности (октябрь 1919 года) возросли всего до 270 тыс. чел., адмирал Колчак сосредоточил на Восточном фронте силы до 500 тыс. чел. (май 1919 года).
Однако к этому времени руководство РКП(б) пришло к пониманию того, что истощённое затянувшейся войной население больше не может содержать разросшуюся военную машину. В декабре 1920 года В. И. Ленин санкционировал постепенную демобилизацию РККА. Окончательно она была завершена только в 1924 году; численность армии при этом дошла до 500 тыс. чел., то есть была уменьшена примерно в 10 раз.
Демобилизация сопровождалась рядом сложностей. Пришедшие за время войны в упадок железные дороги оказались не в состоянии единовременно перевезти такие массы людей, а массовая демобилизация также усилила безработицу. Кроме того, вернувшись в свои деревни и увидев, в какое состояние они пришли, многие красноармейцы уходили в леса, пополняя ряды «зелёных» повстанцев. На X Съезде РКП(б) в марте 1921 года В. И. Ленин был вынужден признать, что демобилизация «дала повстанческий элемент в невероятном количестве».
В 1922 году призывной возраст был повышен с 18 до 20 лет, в 1925 году — до 21 года.
Крупный советский военачальник М. В. Фрунзе начал, по крайней мере, с 1921 года отстаивать переход Красной армии к территориально-милиционному принципу. В 1924—1925 годах Л. Д. Троцкий потерпел серьёзное поражение в борьбе за власть; постепенно теряя контроль над армией, в январе 1925 года он был снят с ключевых постов наркомвоенмора и предреввоенсовета. Заняв вместо него эти должности, Фрунзе начал реорганизацию армии на основе сокращения численности, внедрения территориально-милиционного принципа, отказа от института комиссаров в войсках, широкой опоры на политотделы и военные комячейки.
В середине 1920-х годов в СССР была проведена военная реформа, положившая в основу формирования Красной армии территориально-милиционный принцип. В каждом регионе мужчины, способные держать в руках оружие, призывались на ограниченное время в территориальные части, составлявшие примерно половину армии. Первый срок службы составлял три месяца в течение года, затем — по одному месяцу в год в течение пяти лет. Ядром системы при этом оставался регулярный кадр. В 1925 году такая организация обеспечивала 46 из 77 стрелковых дивизий, и 1 из 11 кавалерийских. Срок службы в регулярных (не территориальных) войсках составлял при этом 2 года. Впоследствии территориальная система была распущена, с полным переформированием в кадровые дивизии в 1937—38 гг.
58 % стрелковых частей РККА были переведены на территориальный принцип комплектования; при сохранении относительно небольшого (16-20 %) постоянного, или регулярного, кадра значительную долю военнослужащих составлял переменный состав, призывавшийся в течение 5 лет на сборы продолжительностью до 12 месяцев.
В Союзе ССР, в 1920-х — 1930-х годах, в Красной армии Вооружённых сил, наряду с постоянными кадровыми войсками, существовали территориальные войска, созданные по Милиционной системе строительства вооружённых сил. Территориальные (милиционные) формирования Красной армии комплектовались военнообязанным населением ближайших населенных пунктов. Личный состав территориальных частей Красной армии делился на постоянный (кадровый) и переменный состав. Постоянный состав территориальной части, который составлял 1/10 — 1/6 численности всего людского состава, служил непрерывно два года, а переменный состав, составляющий 9/10 — 5/8 общего людского состава части, состоял на военной службе пять лет, но обучение проходил на краткосрочных, длительностью в один — три месяца, сборах. Общая продолжительность сборов переменного состава в течение пяти лет — 8 — 12 месяцев.

Каждый стрелковый полк получил свой территориальный район, из ресурсов которого к полку приписывали военнообязанных переменного состава из пяти наиболее молодых возрастов. Спецчасти, а также отдельные подразделения укомплектовывались из всего дивизионного района путем персонального отбора и приписки военнообязанных через уездные военкоматы. Для руководства работой уездвоенкоматов при дивизии создали территориальное управление. Каждый батальон в полку и рота в батальоне, в свою очередь, имели собственные районы комплектования. Командный и политический состав этих подразделений нес ответственность за мобилизационную готовность и военную подготовку приписанных к ним военнослужащих.
Приписной состав территориальных частей проходил военную подготовку на учебных сборах. В год призыва военнообязанные усваивали курс допризывного обучения по военной, политической и физической подготовке. Учеба шла в местных районах в специальных пунктах, оборудованных заботами командования полка, батальонов, рот, а также местных партийных, советских и общественных организаций. К началу обучения (как правило, в зимний период) командный состав подразделений прибывал в районы. Туда же из полка направлялись все необходимое боевое и учебное оружие, приборы и пособия. Будущие призывники считались военнослужащими, размещались казарменно в общежитиях, подчинялись всем требованиям воинских уставов.
В первый год службы молодые призывники привлекались для прохождения трехмесячного (май — июль) сбора, а каждый год из последующих четырех — на осенние месячные общие сборы всего переменного состава, приписанного к полку. На время сборов территориальные части получали полностью все, что полагалось им по штатам военного времени: оружие, боевую технику, транспорт и имущество. Общие сборы приписного состава, как правило, заканчивались дивизионными учениями или участием дивизий на корпусных либо окружных маневрах. Общая продолжительность обучения рядового состава в стрелковом полку, не считая трехнедельного срока допризывной подготовки, составляла, таким образом, около семи месяцев. 
— А. М. Василевский, «Дело всей жизни»
Одним из выводов Гражданской войны стала очевидная нехватка в РККА лояльного большевизму квалифицированного комсостава, по сравнению с белыми армиями. Начиная с 1924 года, РКП(б) перешла к организации широкой сети военных учебных заведений, заменивших ранее существовавшие краткосрочные курсы красных командиров.

### Военные реформы 1930-х годов
Военная реформа 1923—1928 годов отвечала задачам трудного послевоенного времени (снижение расходов на содержание армии, проведение военного обучения как можно больших слоёв населения), однако в 1930-е годы стали очевидными её минусы. Боеготовность территориальных частей в целом была гораздо хуже, чем регулярных.
Призыв, как правило, осуществлялся на краткосрочные сборы продолжительностью несколько месяцев, что не давало возможности овладеть сложной техникой. Расположение частей в местах их комплектования затрудняло их передислокацию на пути вероятного удара противника.
В БВО на территориальный принцип комплектования перешли 2 Тульская, 27-я Омская, 29-я Вятская, 33-я Самарская и 64-я стрелковая дивизии. 2 Тульская дивизия была переименована во 2-ю Белорусскую стрелковую дивизию.
В 1935 году Политбюро ЦК ВКП(б) санкционировало отход от территориального принципа. В 1937 году на кадр переведено 60 % стрелковых дивизий. По итогам сражения на Халхин-Голе боеготовность территориальных частей была окончательно признана неудовлетворительной, и к концу года все они были окончательно расформированы.
Помимо этих мер, в 1934 году был расформирован Реввоенсовет, наркомат военных и военно-морских дел был переформирован в наркомат обороны, штаб Реввоенсовета переименован в Генеральный штаб. В 1939 году призывной возраст снижен с 21 года до 19 лет, начался резкий рост РККА, к июню 1941 года дошедшей до 5,4 млн чел.
Помимо численного роста и отхода от исчерпавшего себя территориально-милиционного принципа, произошло также значительное техническое перевооружение РККА. Опыт Первой мировой войны показал перспективу «новорождённых» танков и военной авиации. Одной из острых проблем царской армии в начальный период войны оказался так называемый «снарядный голод» — значительная нехватка артиллерийских снарядов в связи с сильной недооценкой масштабов боевых действий. Индустриализация СССР позволила также приступить к основанию целых новых родов войск (авиация, бронетанковые войска, химические войска), значительному усилению артиллерии, постепенным переходом к моторизации пехоты. В 1932 году основаны воздушно-десантные войска, заложены базы подводного флота.
Первое механизированное соединение было образовано в 1930 году. Им стала 1-я механизированная бригада, состоявшая из танкового полка, мотострелкового полка, разведывательного батальона, и артиллерийского дивизиона (соотв. батальону). После такого скромного начала, Красная армия приступила к формированию в 1932 году первых механизированных соединений оперативного уровня в своей истории, 11-го и 45-го механизированных корпусов. Они включали в свой состав танковые части и были способны самостоятельно решать ряд боевых задач без поддержки со стороны фронтов.
В области авиации планами по развитию РККА было намечено форсированное развитие тяжёлых бомбардировщиков; в области артиллерии — переход от конной тяги к моторизованной, развитие зенитных и противотанковых вооружений. В области бронетанковых войск — повышение доли средних и тяжёлых танков.
Уже с 1931 года в войска начали поступать противотанковые и зенитные пушки, за первую пятилетку количество станковых пулемётов увеличилось более чем вдвое. К 1934 году на вооружении стояло более 6 тыс. танков, к 1935 году — до 10 тыс., к концу второй пятилетки — до 15 тыс. Количество артиллерии в 1939 году увеличилось по сравнению с 1930 годом в 7 раз, самолётов — в 6,5 раз. Если на конец 1920-х годов 82 % самолётов выполняли лишь разведывательные функции, к концу 1930-х годов основную массу авиации начали составлять бомбардировщики, штурмовики и истребители.
Помимо анализа опыта Первой мировой и Гражданской войн, руководство ВКП(б) также сделало выводы и из новых вооружённых конфликтов. Опыт боёв на Халхин-Голе лишний раз продемонстрировал эффективность бронетанковых войск, сыгравших главную роль в обходе и окружении японцев. Советско-финская война показала важность снайперов для уничтожения особо важных целей противника, эффективность автоматчиков, необходимость широкой координации совместных действий танков, пехоты и артиллерии.
Определённые дискуссии вызвала судьба кавалерии. Опыт Первой мировой войны с появлением сплошных линий фронта протяжённостью тысячи километров резко снизил роль конницы, ещё более упавшую с последовавшим развитием механизации. Однако, с другой стороны, в Гражданской войне высокомобильные кавалерийские части оказались эффективными.

## Вторая мировая война

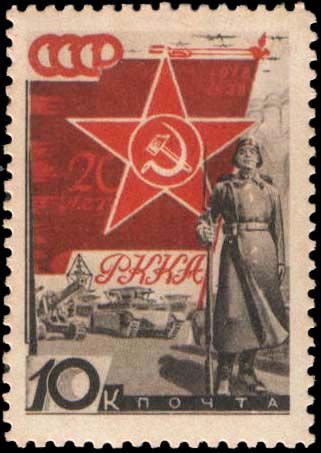
Серия почтовых марок СССР 20 лет РККА и РККФ. Красноармеец
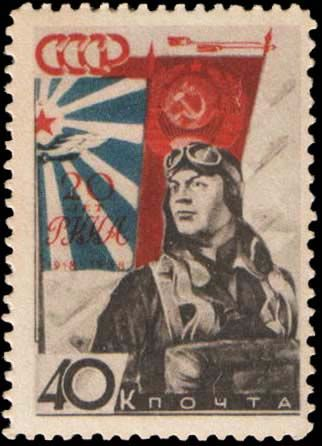
Лётчик
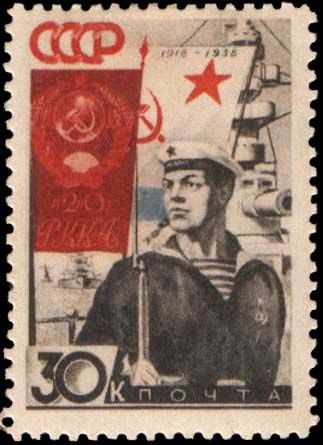
Краснофлотец
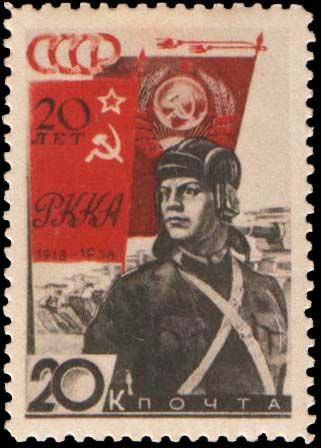
Танкист
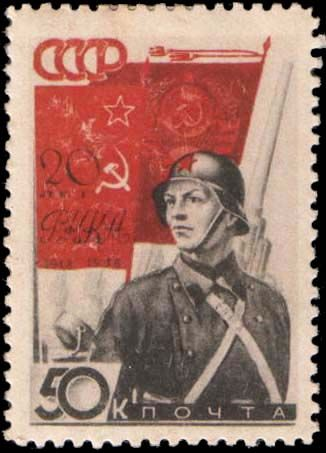
Артиллерист

### Польский поход и советско-финская война
С началом Второй мировой войны СССР в сентябре 1939 года аннексировал Западную Украину и Западную Белоруссию.
В 1939 году Советский Союз потребовал от Финляндии передать территории, граничащие с Ленинградом, в обмен на слабо заселённые территории на севере. Кроме того, в перечень требований входила передача в аренду м. Ханко и демилитаризация Аланских островов. После провокации с обстрелом (позднее по документам потерь частей не подтвердившимся, то есть это было голословное обвинение) РККА перешла границу 30 ноября 1939 года. Обострение отношений привело к советско-финской войне 1939—40 годов (в финских источниках — «Зимняя война»). Отличное знание финнами своей территории, широкое применение лыжных частей и снайперов, а главное — заблаговременное (за два месяца до начала действий РККА) проведение полной мобилизации привело к многочисленным потерям среди красноармейцев (330 тыс. человек, в том числе убитыми и пропавшими без вести — 95 348 чел.). Тем не менее, тройное численное и техническое превосходство РККА Советского Союза привело Финляндию к поражению с показателями потерь худшими, чем нормальные для подобных условий. 12 февраля 1940 года линия Маннергейма была прорвана. Потери в ок. 26 тыс. чел. убитыми и 45 тыс. раненными оказались для 200 тыс. финской армии также чрезмерно большими.
На этом этапе ряд западных держав рассматривал СССР как страну, воюющую во Второй мировой войне на стороне Германии, что особенно удивительно, если учесть, что Финляндия с 1935 года вела исключительно прогерманскую политику. СССР был исключён из Лиги Наций как агрессор; декларировалась так и не осуществлённая возможность отправки добровольцев в Финляндию.
Приказом Наркома обороны 6 июля 1940 г. сформированы девять механизированных корпусов. Между февралём и мартом 1941 года был издан приказ о формировании ещё 20-ти подобных корпусов. Официально Красная армия насчитывала в 1941 году 29 механизированных корпусов, не менее с чем 29 899 танками, но ряд историков высказывает мнение, что на деле насчитывалось только 17 тыс. танков. Ряд моделей были устаревшими, существовала значительная нехватка запчастей. На 22 июня 1941 года на вооружении Красной армии стояло только 1 475 танков Т-34 и танков серии КВ, и они были слишком сильно распылены по линии фронта. На перспективу 3-й механизированный корпус в Литовской ССР был сформирован с 460 танками, 109 из которых представляли собой новейшие на тот момент Т-34 и КВ-1. 4-я армия насчитывала 520 танков, все — устаревшие Т-26, при том, что ей приходилось сражаться с противником, выставившим 1 031 новый средний танк. По другим данным, по боевым качествам основные танки РККА периода 1940—1942 гг. были на уровне или превосходили танки Германии. Новые типы танков (Т-34 и КВ) обладали превосходством над всеми немецкими танками и были малоуязвимы для противотанковой артиллерии противника. Нехватка танков Т-34 была общей для Красной армии в начале войны, и сыграла определённую роль в её поражениях в 1941 году.

### Вторжение Германии в СССР
Пакт о ненападении Молотова — Риббентропа, заключённый с нацистской Германией в 1939 году, был нарушен. 22 июня 1941 года СССР был атакован немецкими войсками по плану Барбаросса.
На день внезапного нападения гитлеровцев — 22 июня 1941 года — численность полевых сил РККА насчитывала 303 дивизии и 22 бригады в 4,8 млн человек, в том числе 166 дивизий и 9 бригад в 2,9 млн человек у западных границ СССР в западных военных округах. Страны Оси сосредоточили на Восточном фронте 181 дивизию и 18 бригад (3,5 млн человек). Первые месяцы вторжения привели Красную армию к потерям сотен тысяч человек в окружениях, потерям ценного вооружения, военных самолётов, танков и артиллерии. Советское руководство объявило всеобщую мобилизацию, и уже к 1 августа 1941 года, несмотря на потерю 46 дивизий в бою, Красная армия располагала 401 дивизией.
Большие потери объясняются, как принято считать, низкой готовностью к нападению Германии.
Первым крупным успехом Красной армии стало контрнаступление под Москвой 5 декабря 1941 года, в результате которого немецкие войска были отброшены от города, хотя попытка Красной армии перейти в общее наступление окончилась катастрофой.
Советское правительство прибегнуло к ряду экстренных мер, с тем, чтобы остановить отступающую Красную армию. Одним из эффективных средств было создание заградотрядов, призванных прекратить панику в отступающих частях и вернуть убегающих на поле боя, уполномоченых приказом Сталина, получившим неофициальное название «Ни шагу назад».
Политические комиссары, задуманные как посланцы партии, призванные следить за командирами, потеряли свою власть. Они были переименованы в заместителей по политической части, и превратились в подчинённых командиров частей. Однако наиболее радикальным шагом было восстановление дореволюционных воинских званий и знаков отличия, с незначительными изменениями. В период гражданской войны никаких званий и знаков различия в ней первоначально не было. Однако, уже в 1918 году были введены обращения по занимаемой должности «товарищ комвзвода», «товарищ комполка» и др., и введены знаки различия, обозначавшие должность. Наибольшую ненависть у большевиков вызывали погоны, как символ старого режима.
В 1935 году в были введены персональные воинские звания для высших чинов РККА. В 1943 году для всех военнослужащих были введены звания и знаки различия, разработанные на основе царских.

### Великая Отечественная война
В ходе Великой Отечественной войны на оккупированных гитлеровцами советских территориях НКВД организовало широкое партизанское движение, например, на одной только Украине в августе 1943 года действовали 24 500 советских партизан.

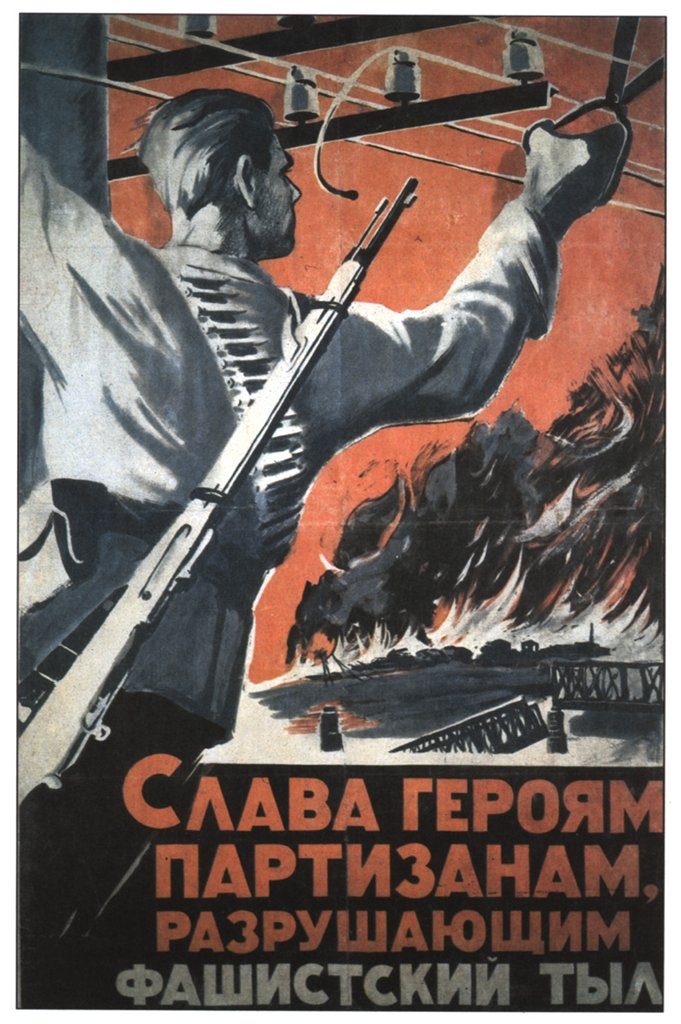
Советский плакат.

19 ноября 1942 года (эта дата отмечается как День артиллерии) в ходе операции «Уран» после мощной артиллерийской подготовки проведено окружение немецко-румынских войск в Сталинграде, капитулировавших 2 февраля 1943 года.
Летом 1943 года в ходе наступательной операции «Цитадель» вермахт предпринял попытку уничтожить Курский выступ, однако оно было остановлено Красной армией, перешедшей осенью 1943 года в контрнаступление.
Летом 1944 года Красная армия вышла к государственной границе СССР. Положение Германии сильно ухудшилось открытием союзниками второго фронта в Европе (операция «Оверлорд») 6 июня 1944 года.
16 апреля 1945 года советские войска начали Берлинскую наступательную операцию, закончившуюся штурмом Берлина и безоговорочной капитуляцией германских войск в ночь с 8 на 9 мая 1945 года.

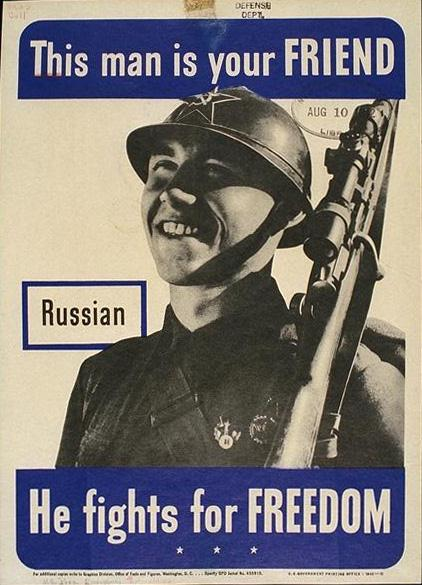
«Этот человек — твой друг. Он сражается за свободу». Пропагандистский плакат правительства США, 1940-е годы.

В течение Великой Отечественной войны в ряды Красной армии было призвано 29 574 900 человек, в добавление к 4 826 907, стоявшим под ружьём в начале войны. Потери составили, согласно обнародованным при Сталине данным, 6 329 600 человек убитыми, 555 400 — умершими от болезней, 4 559 000 — пропавшими без вести (в основном, пленные). Однако из этих 11 444 100 человек 939 700 присоединились к армии на освобождённых территориях, 1 836 000 человек вернулись из немецкого плена. Большинство потерь пришлось на этнических русских (5 756 000), и этнических украинцев (1 377 400). Однако, из 34 миллионов человек, служивших в Красной армии во время войны, около 8 миллионов принадлежали к национальным меньшинствам, и в период 1941—1943 годов было сформировано около 45 дивизий из неславянских национальных меньшинств.
Участие в войне на стороне СССР приняли польские войска. Их формирование началось на советской территории из пленных поляков в 1941 году, однако большинство подразделений было переброшено в Британию и на Ближний Восток. В 1943 году в СССР началось формирование польской пехотной дивизии имени Тадеуша Костюшко, к концу войны общая численность польских войск, принимавших участие в форсировании реки Вислы, освобождении Варшавы, взятии Берлина, достигла 200 тыс. человек.
Немецкие потери на Восточном фронте оцениваются западными историками в 3 604 800 человек убитыми, плюс 900 000 этнических немцев и австрийцев. Около 1 800 000 человек пропали без вести, 3 576 000 попали в плен. Потери германских сателлитов на Восточном фронте оцениваются в 668 163 человека убитыми и пропавшими без вести, и 799 982 — пленными. Из них СССР освободил после войны 3 572 600 человек.
На начальном этапе войны, Красная армия располагала вооружением и военной техникой различного качества. Она имела превосходную артиллерию, но недостаточно автомобильной техники. В результате вермахт смог захватить большую её часть. Советские танки Т-34 оставались лучшими до 1943 года, однако зачастую испытывали проблемы со снабжением.
Военно-воздушные силы СССР первоначально сильно уступали люфтваффе, значительная их часть была уничтожена в первые месяцы войны, а перевооружение значительно осложнилось тем, что значительная часть военной промышленности Советского Союза осталась на оккупированных территориях.
Особенностью Красной армии во время войны стали реактивные миномёты БМ-13 «Катюша», снискавшие широкую популярность в войсках.
Важным шагом советского руководства стала массовая эвакуация промышленности на территории восточнее Урала. Развёрнутое там военное производство позволило обеспечить армию необходимым вооружением. Советское превосходство над Германией на последних этапах войны оценивается, например, в 10 200 советских военных самолётах против 3 100 самолётов Люфтваффе на Восточном фронте (1944 год), 6 млн 354 тыс. солдат и офицеров РККА против 4 млн 906 тыс. солдат и офицеров вермахта, войск СС, и союзных Германии войск, 95 604 артиллерийских орудий РККА против 54 570 немецких орудий, 5 254 танка и САУ РККА против 5 400 танков и штурмовых орудий противника.
Дискуссионным остаётся вопрос о роли ленд-лиза (американских военных поставок) в достижении Красной армией её превосходства над Германией. Сторонники одной точки зрения обращают внимание, что такие поставки составляли лишь меньшинство от собственного военного производства, не более четверти от всего количества вооружения и провианта. Сторонники другой точки зрения обращают внимание, что поставки сконцентрировались на самом важном, например автомобильная техника, и высококачественное топливо для военных самолётов.
В ночь с 8 на 9 мая 1945 года представители союзников подписывают Акт о безоговорочной капитуляции Германии.

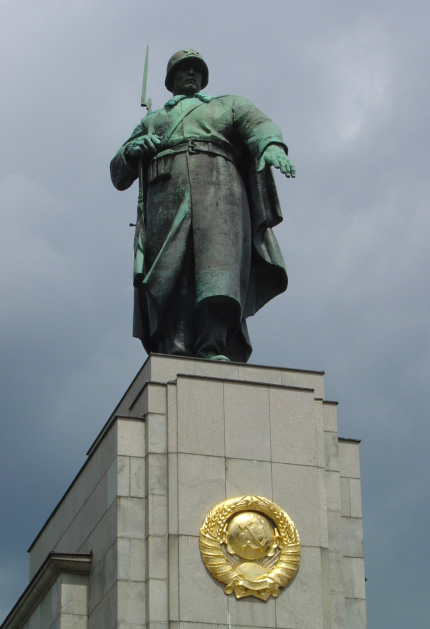
Монумент воину Красной армии в Берлине, Тиргартен.

Капитуляция происходила в период 9-17 мая, в течение этого времени Красная армия взяла в плен 1 млн 390 тыс. 978 солдат и офицеров и 101 генерала. По требованию СССР 23 мая германское правительство Карла Дёница было распущено. 5 июня 1945 года подписана Декларация о поражении Германии, передавшая всю власть в Германии победителям.
В интервью 6 мая 2010 года Президент Израиля, лауреат Нобелевской премии мира, Шимон Перес в преддверии своего визита в Москву, посвященного празднованию 65-й годовщины победы во Второй мировой войне подчеркнул, что Красная армия сыграла решающую роль во второй мировой войне в «спасении планеты от нацистского зла».
По окончании Второй мировой войны Советская армия являлась наиболее мощной армией в истории. Она располагала бо́льшим количеством танков и артиллерии, чем все остальные страны, вместе взятые, большим количеством солдат, большим количеством заслуженных великих полководцев. Британский Главный штаб отверг план операции «Немыслимое» по свержению правительства Сталина и вытеснению Красной армии из Европы как неосуществимый.
В рамках «крестового похода против большевизма», объявленного Гитлером, участие в боевых действиях против СССР приняли ряд европейских стран, фактически преследовавших при этом свои национальные интересы:
- Финляндия — участвовала в оккупации Карелии и блокаде Ленинграда в качестве реванша за советско-финскую войну 1939—1940 годов. В финских источниках боевые действия против СССР в период 1941—1944 принято называть «Война-продолжение». После возвращения территорий Маннергейм приказал войсками перейти к обороне; 9 июня 1944 года Красная армия начала наступление, 5 сентября 1944 Финляндия перешла на сторону антигитлеровской коалиции.
- Испания — участие в боевых действиях на Восточном фронте приняла «Голубая дивизия» численностью 18 тыс. человек. Это соединение было набрано из добровольцев — фалангистов, убеждённых сторонников диктатора генерала Франко, тогда как СССР поддерживал во время гражданской войны в Испании другую сторону — республиканцев. К октябрю 1943 соединение потеряло 12 776 человек и выведено с фронта.
- Франция — на Восточном фронте воевал набранный в вишистской Франции пехотный полк численностью 2 452 человека. Расформирован 1 сентября 1944 г.
- Италия — направила в СССР Итальянский экспедиционный корпус в России (Corpo di Spedizione Italiano in Russia, CSIR) численностью 62 тыс. человек. Был разгромлен в результате прорыва Красной армии на Дону 19 ноября 1942 г.
- Румыния — войска претерпели ряд реорганизаций. Румынская армия участвовала в оккупации Бессарабии, Украины, Крыма, и представляла собой крупнейший союзный контингент из числа стран — германских сателлитов (267 727 человек). Наступление Красной армии в августе 1944 вызвало в Румынии переворот (король Михай I сверг диктатора Антонеску), и переход на сторону антигитлеровской коалиции 25 августа 1944 г.
- Венгрия — отправила на Восточный фронт в 1941 году подвижный корпус численностью 40 тыс. человек (разгромлен и вернулся в Будапешт 6 декабря 1941), 4 пехотные бригады общей численностью 63 тыс. человек, и 2-я армию, состоявшую из 9-и лёгких пехотных дивизий. Разгромлена в ходе советского наступления 12—14 января 1943. Венгерское правительство вступает в переговоры с СССР, и подписывает перемирие 15 октября 1944; германские войска организовывают государственный переворот, и вынуждают Венгрию продолжить войну. Боевые действия в Будапеште продолжаются до самого конца войны.

23 февраля 1943 Сталин говорил о 4 миллионах убитых немецких солдат. По советским данным на 26 июня 1944 года потери вермахта составили 7,8 миллионов убитыми и пленными. Так как число военнопленных тогда составляло не менее 700 000 человек, то немецкие потери убитыми составляли по советским данным 7,1 миллиона человек.

### Красная армия в Европе

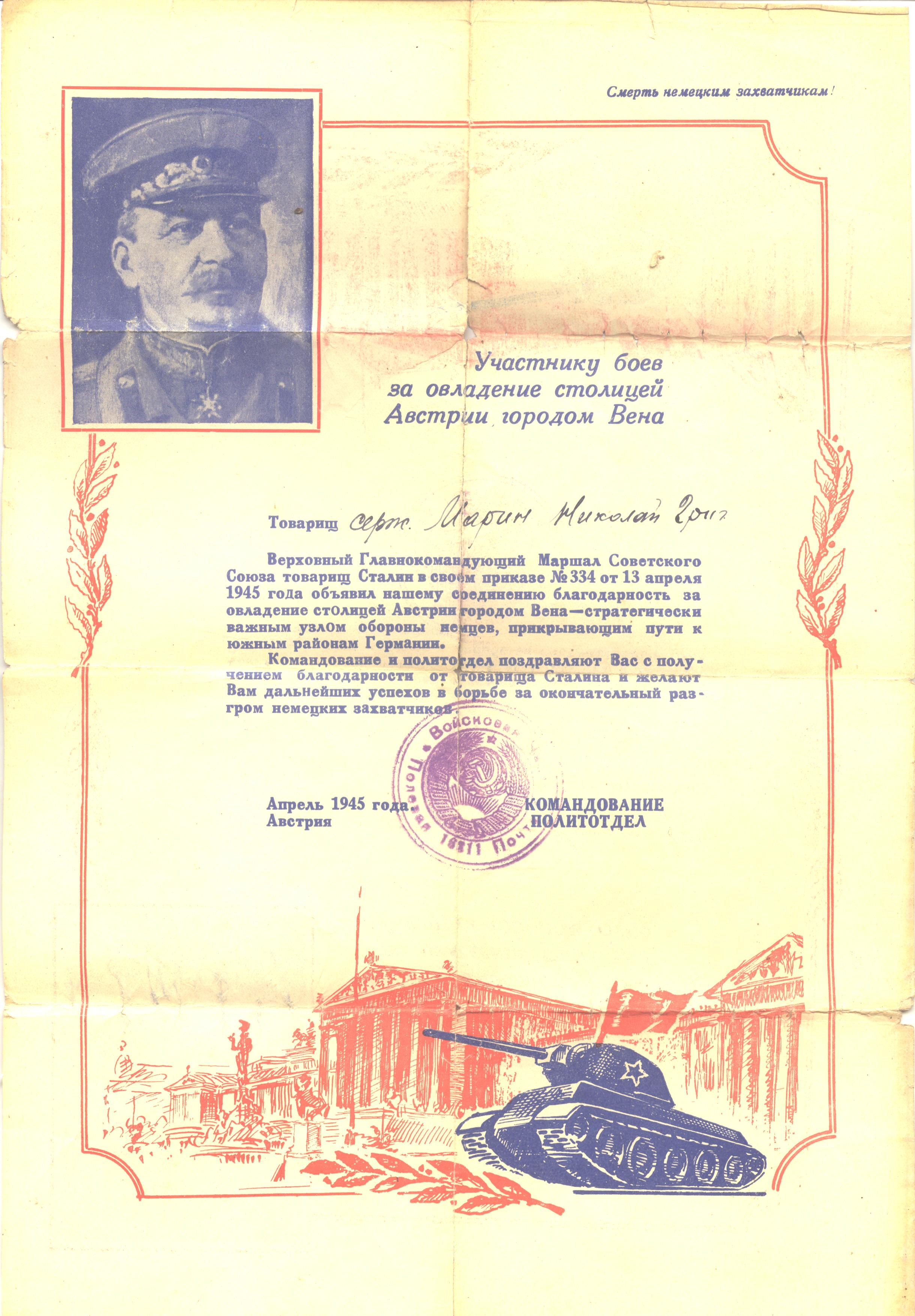
Благодарность Сталина одному из участников операции по освобождению Вены

Наступление 1944 года позволило Красной армии перейти к освобождению от немецких оккупантов ряда стран Европы. Советские войска вели боевые действия в Польше, Венгрии, Чехословакии, Румынии, Югославии, заняли Болгарию, оккупировали Восточную Германию.
Это заложило основу для последующего образования социалистического лагеря в Европе. Однако его границы не совпадали с территориями тех стран, которые освобождала Красная армия; так, коммунисты в Югославии пришли к власти благодаря партизанской Народно-Освободительной Армии Югославии, фактически независимой от Москвы. Не было советских войск и на территории Албании.
С другой стороны, Красная армия освободила столицу Австрии Вену и остров Борнхольм в Дании, где просоветская власть установлена не была.
Боевые действия велись в следующих странах:
- Польша. В июле-августе 1944 года Красная армия занимает территории к востоку от Вислы, составляющие четверть Польши населением 5 млн чел. Разворачиваются Армия Крайова — вооружённые силы польского правительства в изгнании, и Армия людова — боевая организация просоветской Польской рабочей партии (в 1944 году переформирована в Войско польское). 1 августа 1944 года Армия крайова организует антинемецкое восстание в Варшаве, которое самыми жестокими методами подавлено Германией. Вопрос о Варшавском восстании 1944 года остаётся дискуссионным; сторонники одной точки зрения утверждают, что Красная армия осознанно «остановилась у варшавских стен», так как восстание было организовано правительством Польши в изгнании, в советских источниках называемого не иначе, как «эмигрантское правительство в Лондоне». Сторонники другой точки зрения указывают на то, что в августе 1944 года Красная армия была физически не в состоянии прийти на помощь восставшим. В январе 1945 года советско-польские войска форсируют Вислу, и выходят к Одеру.
- Румыния. Весной 1944 года Красная армия вступает на территорию этой страны. Советское превосходство над румынскими войсками оценивается как девять к одному. Это обстоятельство вызывает 23 августа 1944 года переворот. Румынский король Михай I свергает прогерманского диктатора Антонеску. Вспыхивают восстания в Бухаресте, Плоешти, Брашове и др. 31 августа советские войска входят в Бухарест. 12 сентября 1944 года Румыния подписывает соглашение о вступлении в антигитлеровскую коалицию; пункты этого соглашения предусматривают роспуск прогитлеровских организаций и запрет пропаганды против антигитлеровской коалиции.
- Болгария. Традиционные прорусские настроения привели к тому, что Болгария формально не объявляла войны СССР, и не вводила войск на Восточный фронт. Болгарские части несли оккупационную службу в Греции и Югославии, высвобождая немецкие войска. Это обстоятельство подтолкнуло СССР ко вступлению на территорию Болгарии 8 сентября 1944 года. Наступление Красной армии не встретило никакого сопротивления, и, в свою очередь, вызвало восстание Отечественного Фронта в Софии 9 сентября 1944 года. Новое правительство объявляет войну Германии и Венгрии.
- Чехословакия. Красная армия вступает на территорию Словакии 8 сентября, и начинает сражения с немецкими войсками при активной поддержке чехословацких партизан. Армия прогерманского правительства Словакии переходит на сторону СССР. Новое советское наступление начинается весной 1945, 5 мая 1945 года в Праге вспыхивает восстание. К 7-му числу положение повстанцев становится критическим. 9 мая в Прагу входят советские войска.
- Югославия. К 1944 году в Югославии развернулось широкое антинемецкое сопротивление, основными силами которого являлись коммунистическая Народно-освободительная армия Югославии (НОАЮ), численностью до 400 тыс. человек под командованием Иосипа Броз Тито, и монархическое «Офицерское движение» четников (от сербского «чета» — «дружина»), под командованием Д. Михайловича. Слабая активность четников и их склонность к коллаборационизму соединялась со столкновениями с силами НОАЮ. 28 сентября 1944 года Красная армия наносит удар по направлению на Белград. К 21-му октября советские войска при поддержке болгарских войск и НОАЮ занимают Белград. Группа четников позирует с германскими солдатами.
- Венгрия. После распада Австро-Венгерской империи по окончании Первой мировой войны к власти приходит бывший адмирал М. Хорти, убеждённый сторонник Германии. В августе 1944 года Красная армия входит на территорию Венгрии. Её правительство предлагает заключить перемирие, однако при поддержке немцев 17 октября к власти приходит лидер фашистской организации «Скрещённые Стрелы» Ф. Салаши. 26 декабря советское наступление замкнуло венгерские и немецкие войска в районе Будапешта. 28 декабря новое правительство объявляет войну Германии. Завершение освобождения Венгрии происходит в 1945 году.
- Австрия. 6 апреля 1945 года Красная армия начинает уличные бои в Вене, законченные 13 апреля. 9 апреля правительство СССР делает заявление о том, что «Советское правительство не преследует цели приобретения части австрийских территорий, или изменения социального строя Австрии». 27 апреля 1945 года Австрия восстанавливает государственный суверенитет, уничтоженный во время аншлюса 1938 года.
- Дания. 9 мая 1945 года Красная армия высаживается на датском острове Борнхольм, и принимает капитуляцию 12 тыс. германских солдат и офицеров. 19 мая на Борнхольм прибывают представители датского правительства для выражения благодарности.
- Норвегия. В октябре 1944 года Красная армия освобождает Печенгу, и входит в северо-восточные районы Норвегии. Немецкая группировка в этой стране капитулирует только в мае 1945 года.
- Финляндия. Летом 1944 Красная армия наносит удар по финнам, 20 июня занимает Выборг, 28 июня Петрозаводск. 19 сентября 1944 года Финляндия подписывает с СССР соглашение о перемирии, начинается Лапландская война с Германией.

## Послевоенный период
Сразу после Великой Отечественной войны была проведена демобилизация — первый указ о демобилизации был издан 23 июня 1945 года и к 1948 году в армии остались менее 3 млн человек.
В февраля 1946 года было принято новое наименование части ВС Союза ССР — Советская Армия. 